# Kapela sv. Jelene u Starom Gradu
Kapela sv. Jelene (Jeline) nalazi se u Starogradskom polju, uz staru cestu Stari Grad – Dol. Sagrađena je u 16. st.
Kapela je mala pravokutna građevina bez apside, prekrivena kamenim pločama.

## Reljefi na pročelju
Na glavnom pročelju, iznad ulaza, se nalaze reljefi iznad kojih je mali reljef u obliku križa. Krajnji lijevi reljef prikaz je životinje (možda medvjeda), a desno je kameni blok s ugraviranim križem. Središnji reljef ima prikaz svetice koja nosi križ.

## Vanjske poveznice
|  | Zajednički poslužitelj ima još gradiva o temi Kapela sv. Jelene u Starom Gradu |